# Renmark
Renmark ist eine Stadt in Südaustralien, sie gehört zum lokalen Verwaltungsgebiet (LGA) Renmark Paringa Council und liegt in der von Landwirtschaft geprägten Region Riverland, benannt nach dem Murray River. Der Name des Ortes stammt aus einer Sprache der Aborigines und bedeutet "roter Schlamm".

## Geographie

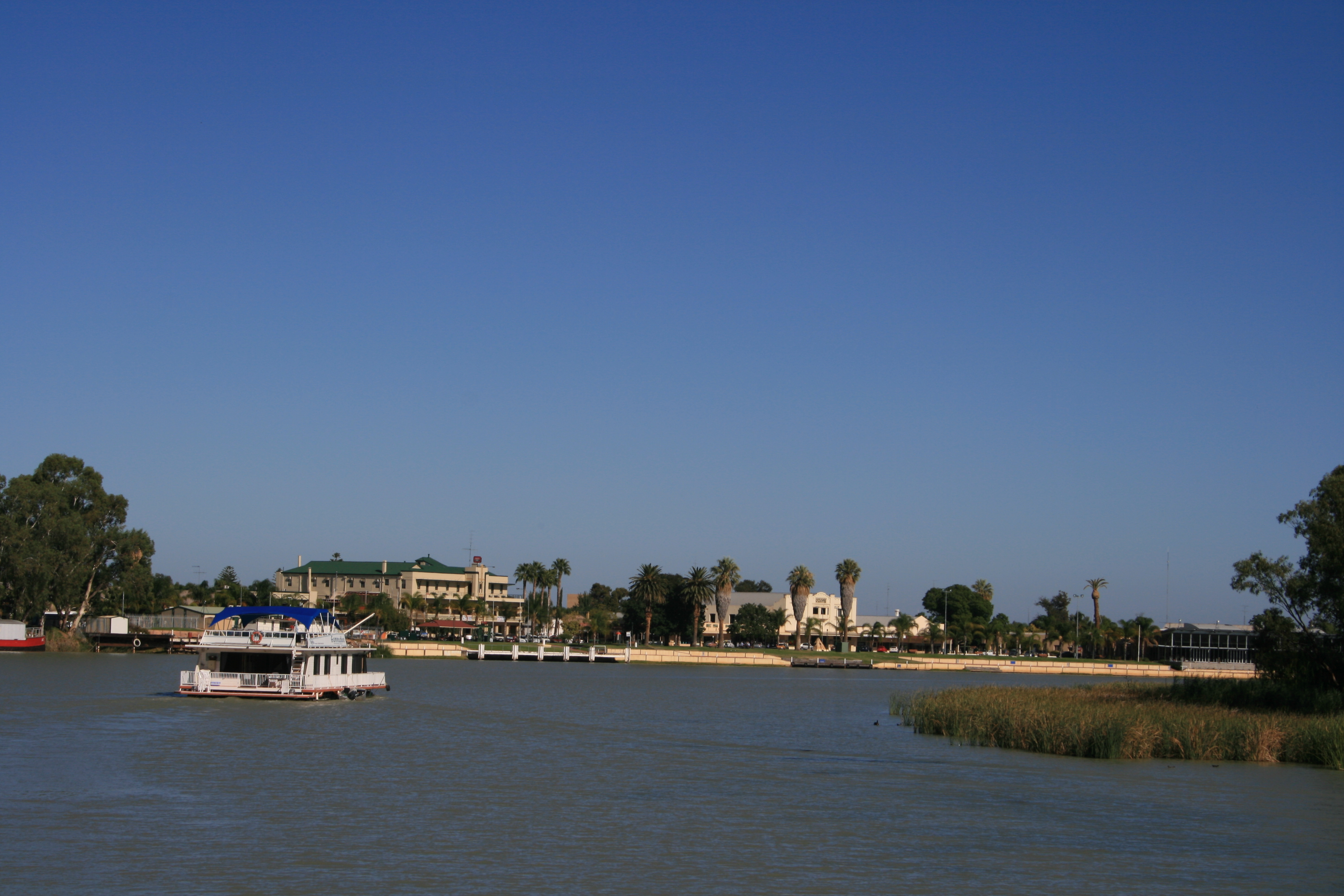
Blick auf Renmark vom Murray River

Renmark liegt ca. 250 Kilometer nordöstlich von Adelaide nahe der Grenze zu Victoria. Der Sturt Highway zwischen Adelaide und Sydney verläuft durch die Stadt.

### Klima
|                       | Jan  | Feb  | Mär  | Apr  | Mai  | Jun  | Jul  | Aug  | Sep  | Okt  | Nov  | Dez  |   |      |
| Mittl. Tagesmax. (°C) | 33,7 | 32,8 | 29,0 | 24,5 | 20,1 | 16,8 | 16,2 | 18,3 | 21,9 | 24,8 | 28,9 | 31,0 | ⌀ | 24,8 |
| Mittl. Tagesmin. (°C) | 16,2 | 16,1 | 12,7 | 8,9  | 6,5  | 4,6  | 3,7  | 4,4  | 6,8  | 8,8  | 12,5 | 14,1 | ⌀ | 9,6  |

| 16,2 |

| 16,1 |

| 12,7 |

| 8,9 |

| 6,5 |

| 4,6 |

| 3,7 |

| 4,4 |

| 6,8 |

| 8,8 |

| 12,5 |

| 14,1 |

| 16,2 |

| 16,1 |

| 12,7 |

| 8,9 |

| 6,5 |

| 4,6 |

| 3,7 |

| 4,4 |

| 6,8 |

| 8,8 |

| 12,5 |

| 14,1 |

## Geschichte
Aborigines siedelten am Murray River schon seit mindestens 40.000 Jahren. Kapitän Charles Sturt war der erste Europäer, der diese Gegend im Januar 1830 erkundete, als er den Murray River befuhr und schließlich den Lake Alexandrina erreichte. Im Jahre 1851 wurde in der Gegend des späteren Ortes Renmark erstmals Weideland ausgewiesen. Die Siedlung begann ab 1887 zu wachsen, nachdem ein Bewässerungssystem durch George und William Chaffey geschaffen wurde, in dem das Wasser des Murray in offenen Kanälen in die Stadt geführt wurde. So konnten Obstgärten errichtet werden. Im Zeitraum 1893 bis 1904 wurde der Ort durch den Renmark Irrigation Trust, einem Zusammenschluss von örtlichen Farmern, verwaltet. Im Jahre 1904 wurde der District of Hamley mit Zentrum Renmark gegründet. Ende der 1960er Jahre wurden die offenen Bewässerungskanäle durch geschlossene Rohrleitungen ersetzt.

## Wirtschaft
Heutzutage ist das Gebiet bekannt für den Anbau von Trauben, Zitrusfrüchten, Tomaten, verschiedenen Gemüsen, Weizen, Baumwolle, Pistazien und Mandeln.

## Söhne und Töchter der Stadt
- Rob Bredl, Dokumentarfilmer
- Richard M. Burr, Generalleutnant des Heeres, Generalstabschef
- Dean Semler, Kameramann und Oscarpreisträger